# Cyclomia fumaria
Cyclomia fumaria là một loài bướm đêm trong họ Geometridae.